# Junea whitelyi
Junea whitelyi är en fjärilsart som beskrevs av Druce 1876. Junea whitelyi ingår i släktet Junea och familjen praktfjärilar. Inga underarter finns listade i Catalogue of Life.